# Тынов
Тынов (укр. Тинів) — село в Меденичской поселковой общине Дрогобычского района Львовской области Украины.
Население по переписи 2001 года составляло 472 человека. Занимает площадь 16 км². Почтовый индекс — 82132. Телефонный код — 3244.